# خالد زرات
خالد زرات جزائري الجنسية . يشغل منصب رئيس مجلس الإدارة والرئيس المدير العام لمجمع اتصالات الجزائر منذ أكتوبر 2021. و هو أيضا عضو المجلس الوطني للبحث العلمي والتكنولوجيا بالجزائر منذ سبتمبر 2022.

## السيرة الشخصية

### الشهادات
خالد زرات حاصل مهندس دولة في علوم الكمبيوتر. درس في جامعة العلوم والتكنولوجيا هواري بومدين ( USTHB ).

### المسار المهني
- في ديسمبر 2009 - يونيو 2014 : مدير البنية التحتية (رئيس قسم المعلومات) MTN IT.[4] [5]
- في سبتمبر 2021 - حتى الآن : الرئيس المدير العام ورئيس مجلس الإدارة - GROUPE TELECOM ALGERIA.[1][6][7]
- في أكتوبر 2022 - حتى الآن : تم تعيينه عضوا في المجلس الوطني للبحث العلمي والتقنيات.[2]

## مذكرات و مراجع
1. 1 2  "Connaissez-vous le GROUPE TELECOM ALGERIE ?- express-dz.com" (بالفرنسية). 31 Mar 2022. Archived from the original on 2022-11-27.
2. 1 2  "Khaled Zarat intègre le Conseil national de la recherche scientifique - express-dz.com" (بالفرنسية). 16 Oct 2022. Archived from the original on 2023-02-19.
3. ↑  "تعيين خالد زرات رئيسا مديرا عاما لمجمع اتصالات الجزائر". تلفزيون الجزائر. مؤرشف من الأصل في 2014-02-03. {{استشهاد ويب}}: |archive-date= / |archive-url= timestamp mismatch (مساعدة)
4. ↑  "Téléphonie mobile : MTN Guinée affiche ses ambitions- africaguinee.com" (بالفرنسية). 15 Nov 2015. Archived from the original on 2023-02-19.
5. ↑  "Téléphonie mobile : MTN Guinée étale sa nouvelle vision- africaguinee.com" (بالفرنسية). 15 Nov 2013. Archived from the original on 2023-02-19.
6. ↑  "تعيين خالد زرات رئيسا مديرا عاما لمجمع اتصالات الجزائر". وكالة الأنباء الجزائرية. مؤرشف من الأصل في 2014-02-03. {{استشهاد ويب}}: |archive-date= / |archive-url= timestamp mismatch (مساعدة)
7. ↑  "تعيين خالد زرات رئيسا مديرا عاما لمجمع اتصالات الجزائر". البلاد. مؤرشف من الأصل في 2014-02-03. {{استشهاد ويب}}: |archive-date= / |archive-url= timestamp mismatch (مساعدة)